# لومتا اودوم
لومتا اودوم (انگلیسی: Lometa Odom; ۲۹ نوامبر ۱۹۳۳ – ۲۷ ژانویهٔ ۲۰۱۷) بازیکن بسکتبال اهل ایالات متحده آمریکا بود.
وی در مسابقات کشوری و بین‌المللی در مجموع برندهٔ ۱ مدال طلا شده‌است.